# Partido de Representação Popular
O Partido de Representação Popular (PRP), ou Partido Populista, foi um partido político brasileiro de extrema-direita ativo desde a sua fundação em 26 de setembro de 1945 até a sua extinção no dia 28 de outubro de 1965, quando da ocasião do Ato Institucional n.º 2. Reagrupou grande parte dos ex-integrantes da Ação Integralista Brasileira, e tinha orientação ideológica nacionalista. A partir de 1950, sempre obteve representação no Congresso Nacional do Brasil, tendo maior presença no Sul.
Foi fundado pelo ex-líder integralista Plínio Salgado quando ainda estava auto-exilado em Portugal após a publicação de um "manifesto-diretiva" na imprensa no dia 11 de setembro de 1945. Devido ao forte sentimento antifascista da época o PRP, inicialmente, se organizou de forma à deixar de lado o cerimonial da AIB. À época, Plínio Salgado declarou: "que sejam postos de lado os símbolos que identificavam os componentes do Sigma, bem como que seja abolido o famoso Anauê, mantidos, porém, os princípios - Deus, pátria e família"
A princípio, o PRP utilizava como símbolo um sino de prata sobreposto sobre um mapa do Brasil, no entanto, a partir de julho de 1957, quando da ocasião do seu XVI Congresso Nacional, o partido passou a utilizar a mesma simbologia da Ação Integralista Brasileira. Durante a sua existência seus membros ocuparam cargos de segundo escalão nos governos dos presidentes Juscelino Kubitschek e Jânio Quadros, além do governo do primeiro-ministro Tancredo Neves.

## Fundamentos
Conforme estabelecido no estatuto partidário, o partido propunha um programa fundamentado em cinco princípios essenciais. Isso incluía a promoção do conceito espiritualista de vida, com a preservação dos valores das tradições religiosas e da estrutura familiar brasileira, ao mesmo tempo que rejeitava legislações baseadas em doutrinas materialistas.
Além disso, a defesa dos atributos inerentes à personalidade humana estava no cerne do programa, abraçando os princípios democráticos, a liberdade, a justiça e a igualdade de direitos e deveres perante a lei.
A unidade orgânica da pátria era destacada como um ponto crucial, sendo formada e eternizada pelo entendimento e esforço conjunto de todos os cidadãos, sem distinções de raças ou classes sociais.
Comprometendo-se com o engrandecimento moral, intelectual e econômico da nação, o partido assegurava a educação para todos, a melhoria das condições de vida dos trabalhadores e o apoio aos elementos produtivos.
Finalmente, o programa enfatizava o combate a todas as ideologias totalitárias, consideradas como inimigas da dignidade humana, da soberania nacional e da harmonia entre os povos.

## História Partidária
Após o fim do Estado Novo no Brasil, o ex-líder integralista Plínio Salgado, que estava exilado em Portugal por ter, em 1938, participado de uma tentativa de tomada do poder do então presidente Getúlio Vargas, publicou, na imprensa nacional um "manifesto-diretiva" que foi seguido, quinze dias depois, pela formação formal do partido, Nas eleições de 1945 apoiaram o candidato vitorioso à presidência, o general e ex-ministro da guerra do governo Vargas, Eurico Gaspar Dutra, sem no entanto fazer oposição ao candidato da UDN, o brigadeiro Eduardo Gomes. Devido à ausência de Plínio Salgado do Brasil e da associação do integralismo com os movimentos fascistas derrotados na Segunda Guerra Mundial, os resultados eleitorais do PRP naquele ano foram inexpressivos. No ano seguinte, Plínio volta de Portugal e assume a presidência do partido, cargo que ocupará até a sua extinção
A princípio, o PRP adotou uma postura de distanciamento da Ação Integralista Brasileira, com a tentativa de apresentar a ideologia do partido como democrática. Sob o signo do anticomunismo, o PRP conseguiu afastar a desconfiança inicial dos principais partidos políticos brasileiros da Quarta República e passou a realizar, excetuando o PCB e o PSB - a quem os integralistas estavam proibidos de se coligar, alianças eleitorais em troca de apoio aos seus candidatos.
Em 1947, após o cancelamento do registro do Partido Comunista Brasileiro (PCB), pelo Tribunal Superior Eleitoral, através de iniciativa do Deputado Federal Barreto Pinto (PTB), o Partido de Representação Popular sofreu tentativa semelhante de cancelamento do registro eleitoral, através de iniciativa do Senador João Vilas Boas, ocorrendo decisão unânime pelo Tribunal Superior Eleitoral pela legalidade da legenda no cenário político nacional, assegurando em seus votos que o partido e seu programa de governo estavam de acordo com a Constituição Federal vigente, fato amplamente divulgado pelos jornais e revistas do partido.
O PRP apoiou a candidatura do brigadeiro Eduardo Gomes nas eleições presidenciais de 1950. 

### Eleição Presidencial de 1955
No dia 21 de março de 1955, durante a Convenção Nacional do partido realizada no Palácio Tiradentes, o PRP lançou oficialmente o nome de Plínio Salgado como candidato a presidência da república na eleição que se realizariam no dia 3 de outubro daquele ano. Com uma postura nostálgica em relação ao passado da AIB, mas ainda sem romper com a fachada de institucionalidade e do afastamento para com os movimentos fascistas europeus, que ainda eram muito mal vistos no Brasil. O PRP foi o segundo partido a oficializar um candidato próprio à sucessão presidencial, após a oficialização da candidatura de Juscelino Kubitschek, que venceria a eleição presidencial.
Nos momentos finais da disputa, Salgado destacava-se como alvo principal de ataques, sua influência significativa no eleitorado conservador representava uma ameaça considerável à coesão dos votos destinados ao candidato Juarez Távora, candidato da União Democrática Nacional (UDN). Uma das estratégias proeminentes desses ataques consistia na utilização de matérias pagas e colunas apócrifas em jornais e revistas para disseminar animosidade entre os eleitores. O apoio dado pelos socialistas a Juarez Távora e a posição ambivalente deste em relação aos comunistas, foi algo veementemente criticado por Plínio Salgado durante a disputa.
Na época, o candidato da União Democrática Nacional, Juarez Távora acusou o PRP de ter lançado candidatura apenas para dividir os votos do seu partido. Plínio, à época, negou as acusações, mas, anos depois, em entrevista à socióloga Maria Vitória Benevides, o candidato vitorioso do PSD afirmou que procurou o líder integralista, que já manifestara o desejo de se candidatar, convencendo-o de que sua candidatura fortaleceria a posição democrática no Brasil.
A dificuldade financeira levou o PRP a não apresentar candidato à vice-presidência, e, após o encerramento da disputa eleitoral Plínio Salgado conquistou cerca de 714 379 votos, com uma expressiva votação nos Estados do Paraná, Bahia e Espírito Santo. Apesar de terminar o pleito na última colocação, os integralistas consideraram a campanha uma vitória, o que acelerou o processo de retomada total da estética utilizada nos tempos da AIB.
O partido ocupou, depois da eleição, a chefia do Instituto de Previdência dos Servidores Públicos e do Instituto Nacional de Imigração e Colonização (INIC), nos quais se mantiveram até a ruptura do partido com o governo do primeiro-ministro Tancredo Neves, em 1961.

### Período pós XVI Congresso
A partir da década de 1950, o PRP passou a ter uma postura cada vez mais nostálgica com relação a AIB, tendo como colaboradores a Confederação dos Centros Culturais da Juventude (CCCJ), também conhecido como Movimento Águia Branca. Em 1957, pela ocasião do seu XVI Congresso Nacional, o partido abandonou a simbologia adotada pela ocasião da sua fundação e incorporou os símbolos utilizados pela Ação Integralista Brasileira, entre 1932 e 1937.
O partido foi dissolvido em 28 de outubro de 1965 pelo AI-2. A maioria dos seus integrantes agrupou-se na ARENA.

## Publicações
O Partido de Representação Popular - PRP ao longo da sua história produziu inúmeros jornais e revistas, com o objetivo de divulgar as atividades da legenda, o principal periódico populista intitulado a Marcha, foi fundado em 20 de fevereiro de 1953, sendo extinto em dezembro de 1962. Dirigido por Gumercindo Rocha Dorea, foi uma importante tribuna de defesa do Integralismo e do combate ao comunismo e burguesia, trazendo artigos de intelectuais como Abdias do Nascimento e Tasso da Silveira.

## Participação em governos
| Governo                                                                           | Governo    | Primeiro-Ministro                                | Primeiro-Ministro                           | Período                                       | Pasta                                            |
| --------------------------------------------------------------------------------- | ---------- | ------------------------------------------------ | ------------------------------------------- | --------------------------------------------- | ------------------------------------------------ |
|                                                                                   | Dutra      | —                                                | —                                           | Não participou do governo Dutra               | Não participou do governo Dutra                  |
|                                                                                   | Vargas II  | —                                                | —                                           | Não participou do governo Vargas              | Não participou do governo Vargas                 |
|                                                                                   | Café Filho | —                                                | —                                           | Não participou do governo Café Filho          | Não participou do governo Café Filho             |
|                                                                                   | Ramos      | —                                                | —                                           | Não participou do governo Nereu Ramos         | Não participou do governo Nereu Ramos            |
|                                                                                   | Kubitschek | —                                                | —                                           | 1956-61                                       | Instituto de Previdência dos Servidores Públicos |
| 1956-61                                                                           | Kubitschek | —                                                | —                                           | Instituto Nacional de Imigração e Colonização |                                                  |
|                                                                                   | Quadros    | —                                                | —                                           | 1961                                          | Instituto de Previdência dos Servidores Públicos |
| 1961                                                                              | Quadros    | —                                                | —                                           | Instituto Nacional de Imigração e Colonização |                                                  |
| República Parlamentarista (8 de Setembro de 1961)                                 |            |                                                  |                                             |                                               |                                                  |
|                                                                                   | Goulart I  |                                                  | Tancredo Neves                              | 1961                                          | Instituto Nacional de Imigração e Colonização    |
| 1961                                                                              | Goulart I  | Instituto de Previdência dos Servidores Públicos | Tancredo Neves                              |                                               |                                                  |
|                                                                                   | Goulart I  | Brochado da Rocha                                | Não participou do governo Brochado da Rocha | Não participou do governo Brochado da Rocha   |                                                  |
|                                                                                   | Goulart I  | Hermes Lima                                      | Não participou do governo Hermes Lima       | Não participou do governo Hermes Lima         |                                                  |
| Extinto o período parlamentarista após o Referendo de 1963 (6 de janeiro de 1961) |            |                                                  |                                             |                                               |                                                  |
|                                                                                   | Goulart II | —                                                | —                                           | Não participou do governo João Goulart        | Não participou do governo João Goulart           |

## Desempenho eleitoral

### Eleições legislativas
| Legislatura      | Bancada | %    | ±       |
| ---------------- | ------- | ---- | ------- |
| 38.ª (1947–1951) | 0 / 304 | 0    | -       |
| 39.ª (1951–1955) | 2 / 304 | 0,65 | 2       |
| 40.ª (1955–1959) | 3 / 326 | 0,92 | 1       |
| 41.ª (1959–1963) | 3 / 326 | 0,92 | Estável |
| 42.ª (1963–1967) | 4 / 409 | 0,97 | 1       |

| Legislatura      | Bancada | %    | ±       |
| ---------------- | ------- | ---- | ------- |
| 38.ª (1947–1951) | 0 / 64  | 0    | -       |
| 39.ª (1951–1955) | 0 / 63  | 0,65 | Estável |
| 40.ª (1955–1959) | 0 / 63  | 0,92 | Estável |
| 41.ª (1959–1963) | 1 / 63  | 0,92 | 1       |
| 42.ª (1963–1967) | 0 / 63  | 0,97 | 1       |

### Eleições presidenciais e vice-presidenciais
| Ano  | Imagem                          | Candidato a presidente    | Candidato a vice-presidente | Coligação               | Votos     | %      | Colocação |
| ---- | ------------------------------- | ------------------------- | --------------------------- | ----------------------- | --------- | ------ | --------- |
| 1945 |                                 | Eurico Gaspar Dutra (PSD) | —                           | (UDN, PR, PL, PRP, PRP) | 3 251 507 | 55,39% | 1         |
| 1950 |                                 | Eduardo Gomes (UDN)       | —                           | (UDN, PDC, PL, PRP)     | 2 342 384 | 29,66% | 2         |
| 1950 |                                 | —                         | Odilon Braga (UDN)          | (UDN, PDC, PL, PRP)     | 2 344 841 | 33,26% | 2         |
| 1955 |                                 | Plínio Salgado (PRP)      | —                           | (PRP)                   | 714.379   | 8,28%  | 4         |
| 1955 | Sem candidato à vice-presidente |                           |                             |                         |           |        |           |